# نوک‌شاخ والدن
 نوک‌شاخ والدن (نام علمی: Aceros waldeni) نام یک گونه از تیره نوک‌شاخ است.